# Дубровка (гора, П'ятигорськ)
Дубровка — гора-останець в місті П'ятигорську, на Кавказьких Мінеральних Водах (Росія; див. також Гори П'ятигір'я). Висота 690 м. Пам'ятник природи.
Розташована за 1,5 км на південь від річки Підкумок, у південній околиці селища Свободи. Площа пам'ятки природи — 308 га (172 га).

## Геологічна будова
Гора являє собою відокремлений денудаційно-эрозійний останець з абсолютною висотою 690 м, підноситься над поверхнею високої ранньочетвертинної (Гарячоводської) тераси. Північний, західний і східний схили гори, що спускаються до долини р. Підкумок і глибоких балках, складені мергелями і глинами середнього та верхнього палеогену. В них зустрічаються залишки панцирів рідкісних копалин ракоподібних — остракод. У вершини гори і на південному схилі ці відклади перекриті товщею нижньо-четвертинних галечників, що містять важливу геологічну інформацію про палеогеографічну обстановку в передгір'ях Кавказу 2 мільйони років тому.

## Природа
Північно-східна половина гори вкрита реліктовим дубово-ясеновим лісом (ліс-урочище Дубровка), що займає площу 138,7 га. В ньому переважають черешчатий дуб, ясен звичайний і кавказький граб з домішкою клена, береста, ільма, диких груші, яблуні і черешні. Різнотрав'я складається з полину, звіробою, деревію, дубровника, лутиги та ін. З рідкісних і зникаючих видів рослин зустрічаються приквітниковий мак (бештаугорський), дугоподібний птицемлечник, булатка червона, кавказький підсніжник, проліска сибірська, пролісковидна пушкінія, точковий та шоломоносний зозулинець, анемона дібровна, горицвіт весняний, півники низькі, конвалії, ведмежа цибуля (черемша), півонія вузьколиста, кавказький ряст, ряст Маршалла, несправжній шафран та шафран сітчастий.
На вершині і безлісих (незалесенних) схилах зберігаються фрагменти цілинного луговидного степу з багатим видовим складом. Є залишки аланського укріплення раннього середньовіччя.
На західному схилі бере початок ключ джерела мінеральної води, що живить річечку-струмочок Грязнушку (впадає в Підкумок).
Є крайовим комплексними (ландшафтними) пам'ятником природи (Постанова бюро Ставропольського крайового комітету КПРС і виконкому крайової Ради депутатів трудящих від 15.09.1961 р. № 676 «Про заходи щодо охорони природи в краї»).
Поруч, у прилеглій місцевості на лівому березі Підкумка розташовується оздоровчий табір «Дубрава».